# 銭谷翔
銭谷 翔（ぜにや しょう、1988年8月19日 - ）は日本の政治家。大阪府四條畷市長（1期）。

## 来歴
大阪府四條畷市生まれ。四條畷学園幼稚園、四條畷学園小学校、四條畷学園中学校、東大阪大学柏原高等学校、中央大学法学部法律学科卒業。
小学校から始めたバドミントンは日本代表の腕前であり、大学時代に日本代表選手に選出された。2011年、実業団チームであるトナミ運輸株式会社に入社。2012年ロンドンオリンピックでは日本選手団に同行した。けがを機に選手生活を引退し2014年に和歌山県有田市役所に転職。2019年、四條畷市役所勤務。
2024年11月27日、四條畷市長の東修平は、自身の任期満了に伴う市長選挙で、公募で後継候補に選んだ元国連職員の男性が体調不良を理由に立候補を取りやめたと発表。12月3日に東は新たな後継候補として公募に応募していた銭谷の擁立を発表した。
同年12月22日の投開票の結果、銭谷が税理士で元四條畷市議会議長の渡辺裕を破り初当選。なお、この選挙は全国でも8年ぶりに電子投票で実施されたが大きなトラブルはなかった。※当日有権者数：44,901人 最終投票率：42.54%（-1.91pts）
開票結果は、当選 銭谷翔（36歳）無所属 新 9,989票（52.91%）、渡辺裕（50歳）無所属 新 8,891票（47.09%）だった。

## バドミントン選手として
バドミントン選手時代の主な戦績は下記を参照のこと。
- SMASH and NET TV - 銭谷 翔

## 人物
- 家族は妻と2男[2]。